# Елин Топузаков
Елин Калинов Топузаков, наричан Топчо, е български футболист, защитник. Кариерата му преминава предимно в Левски (София), с който става 5 пъти шампион в А група и 6 пъти носител на Купата на България. Има общо 343 мача и 20 гола за клуба във всички турнири. Записва също 29 мача за националния отбор на България.

## Кариера
Топузаков е роден на 5 февруари 1977 година в Димитровград, България. Израства в школата на ФК Димитровград. През сезон 1994/95 дебютира за отбора в Б група на 17-годишна възраст, играейки като ляво крило и нападател. По време на мач с Хасково, който завършва 1:0 с негов гол, е забелязан от футболния рефер Любе Спасов. Спасов го препоръчва на тогавашния президент на Левски (София) Томас Лафчис.
На 5 ноември 1995 г. Топузаков пристига в Левски и впоследствие подписва договор с клуба за пет години и половина. През първите си 4 сезона рядко попада в състава. През пролетта на 1999 г. е преотстъпен за един полусезон в Пирин (Благоевград), където има добри изяви и записва 14 мача с 2 гола в А група.
След завръщането си от Пирин през лятото на 1999 г. е преквалифициран в защитник от тогавашния треньор на Левски Люпко Петрович и става твърд титуляр в тима. През 2005 г. е определен за капитан на Левски след продажбата на вратаря Димитър Иванков. През сезон 2005/06 достига със „сините“ четвъртфинал в Купата на УЕФА, а на следващата година е капитан на първия български тим, който влиза в групите на Шампионската лига. По изиграни мачове в евротурнирите е №1 в историята на Левски с 65 участия.
След 12 години в Левски Топузаков официално преминава в израелския Апоел Тел Авив на 6 януари 2008 г. Записва 43 мача с 1 гол, след което се завръща в Левски. Изиграва последния си мач за „сините“ на 1 август 2010 г., когато се появява на терена в 83-тата минута на Вечното дерби с ЦСКА (София) (1:0) на мястото на Гара Дембеле. След това завърша състезателната си кариера като играч на израелския Апоел Рамат Ган.